# العزيز عماد الدين عثمان
الملك العزيز عماد الدين أبو الفتح عثمان بن صلاح الدين يوسف ابن الأمير نجم الدين أيوب بن شادى ابن مروان الأيّوبى  (568هـ/1171–27 محرم 595هـ/28 نوفمبر 1198) ثاني السلاطين الأيوبيين في مصر، وثاني أبناء الملك الناصر صلاح الدين يوسف.
قبل وفاته، قسّم صلاح الدين ملكه بين خلفائه، كالتالي:
1. ولّى الأفضل دمشق وفلسطين.
2. ولّى العزيز عثمان مصر.
3. ولّى الظاهر حلب.
4. ولّى العادل الكرك والشوبك.
5. ولّى توران شاه الحجاز واليمن.

رغم ذلك، سرعان ما حدث الصدام، وأصبح العادل حاكمًا لدمشق والموصل ومصر والحجاز.
خلف العزيز والده وحكم مصر بين عامي 1193 و1200. خلال حكمه، حاول هدم أهرامات الجيزة، لكنه استسلم أمام صعوبة تنفيذ تلك الفكرة، لكنه نجح في الإضرار بهرم منقرع. توفي العزيز عثمان في 27 محرم 595 هـ/28 نوفمبر 1198م إثر إصابته في حادث صيد.